# Neosalanx anderssoni
Neosalanx anderssoni is een straalvinnige vissensoort uit de familie van ijsvissen (Salangidae). De wetenschappelijke naam van de soort is voor het eerst geldig gepubliceerd in 1923 door Rendahl.